# Mahamat Kamoun
Mahamat Kamoun (13 de noviembre de 1961) es un político centroafricano, economista de profesión, quién fue el primer ministro interino de la República Centroafricana desde el 10 de agosto de 2014 y hasta el 2 de abril de 2016. Fue el primer ministro musulmán del país.
Especializado en las finanzas, Kamoun fue, anteriormente, director general del Tesoro Nacional bajo el mando del presidente François Bozizé. Él posteriormente sirvió como jefe de gabinete del presidente Michel Djotodia y se desempeñó como el asesor de la presidenta interina Catherine Samba-Panza antes de su ascenso como primer ministro.

## Primer ministro
Kamoun asumió como primer ministro ante el asombro y disgusto entre los grupos rebeldes musulmanes Séléka, cuando el grupo no consideró a Kamoun como miembro de Séléka, a pesar de que Kamoun es un musulmán. El grupo posteriormente boicoteó el Gobierno de Unidad Nacional cuando no fueron consultados sobre la elección de Primer ministro, e incluso amenazaron violar el acuerdo de alto el fuego firmado en Brazzaville en julio del 2014 a raíz de la reunión de Kamoun.